# 投誠

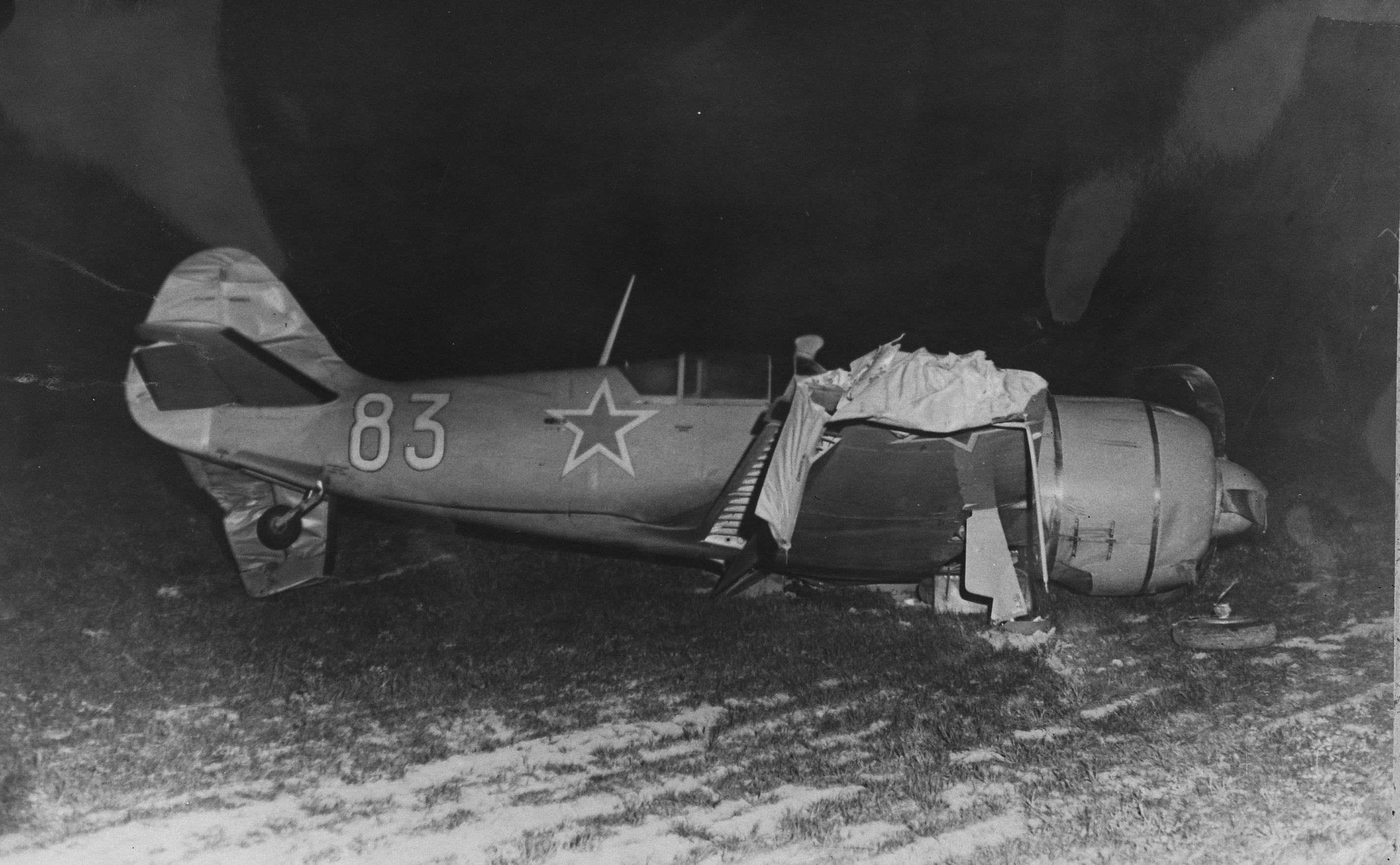
1949年5月，一名欲投奔瑞典的蘇聯軍人在飛抵瑞典後，將他駕駛的La-7戰鬥機遺留在硬著陸的地點

投誠是一个含有褒义的政治术语，“投诚者”是指那些放弃了对某一国家或政治组织的忠诚，改为效忠于另一个国家或组织。这一举动通常着重于强调投诚者在此“改变忠诚”违反了国家或组织的相关法律规章，而有别于“改变国籍”，后者通常并不违反任何国家的法律法规。
在中文中投誠是褒义词，表达相同意义的贬义词可以是“变节”、“叛逃”。中性的描述可以是“投奔”。例如逃离朝鲜、向南移居韩国的人常被称为脫北者。